# Lynchburg (Tennessee)
Lynchburg település az Amerikai Egyesült Államok Tennessee államában, Moore megyében, melynek megyeszékhelye is. Lakosainak száma 6461 fő (2020. április 1.).

## Népesség
A település népességének változása:

| 2010 | 6 362 |
| 2020 | 6 461 |